# Sansui (Qiandongnan)
Sansui (chinesisch 三穗县, Pinyin Sānsuì Xiàn) ist ein chinesischer Kreis des Autonomen Bezirks Qiandongnan der Miao und Dong im Südosten der Provinz Guizhou. Er hat eine Fläche von 1.030 km² und zählt 157.700 Einwohner (Stand: Ende 2018). Sein Hauptort ist die Großgemeinde Bagong (八弓镇).

## Administrative Gliederung
Auf Gemeindeebene setzt sich der Kreis aus fünf Großgemeinden und vier Gemeinden zusammen. 